# 273412 Eduardomissoni
273412 Eduardomissoni este o planetă minoră (asteroid) din centura de asteroizi. A fost descoperită pe 18 noiembrie 2006 la Borbona de Vincenzo Silvano Casulli⁠(d). 
Obiectul prezintă o orbită caracterizată de o semiaxă mare de 2,2700594345962 UAi, o excentricitate de 0,14, o înclinație de 6,6 ° în raport cu ecliptica.